# تياغو ريبيرو دا سيلفا
تياغو ريبيرو دا سيلفا هو لاعب كرة قدم برازيلي في مركز الوسط، ولد في 23 يناير 1985 في ريو دي جانيرو في البرازيل. لعب مع Dunaújváros FC ‏.

## وصلات خارجية
- تياغو ريبيرو دا سيلفا على موقع قاعدة بيانات كرة القدم.إي يو (الإنجليزية)
- تياغو ريبيرو دا سيلفا على موقع Soccerway.com (الإنجليزية)